# 天主教仁川教區
天主教仁川教區（拉丁語：Dioecesis Inchonensis）是韓國一個羅馬天主教教區，屬首爾總教區。範圍包括京畿道富川市、金浦市、始興市和座堂所在的仁川廣域市。
2007年，有397,256名教友，估轄區總人口9.4%，有102個堂區、200名司鐸、152名修士、520名修女。
1961年6月6日設宗座代牧區。1962年3月10日被升為教區。現任主教崔基山。

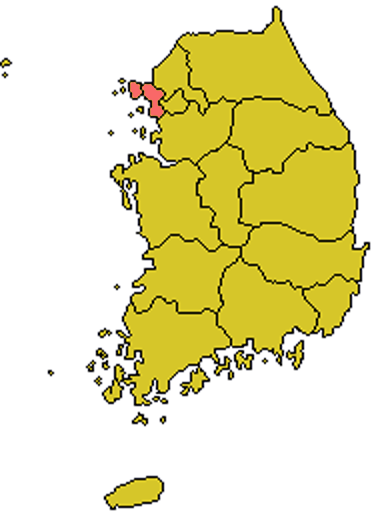
教區範圍